# Petriș (gmina w okręgu Arad)
Petriș – gmina w Rumunii, w okręgu Arad. Obejmuje miejscowości Corbești, Ilteu, Obârșia, Petriș, Roșia Nouă i Seliște. W 2011 roku liczyła 1525 mieszkańców.